# Lacy Janson
Lacy Janson (née le 20 février 1983 à Norfolk) est une athlète américaine, spécialiste du saut à la perche. 

## Biographie

### Palmarès
| Date | Compétition                    | Lieu             | Résultat | Marque  |
| ---- | ------------------------------ | ---------------- | -------- | ------- |
| 2010 | Ligue de diamant               | Ligue de diamant | 4e       | détails |
| 2012 | Championnats du monde en salle | Istanbul         | 5e       | 4,65 m  |

### Records
| Épreuve          | Épreuve   | Performance | Lieu            | Date                        |
| ---------------- | --------- | ----------- | --------------- | --------------------------- |
| Saut à la perche | Plein air | 4,60 m      | Missoula Monaco | 5 juin 2010 22 juillet 2010 |
| Saut à la perche | Salle     | 4,66 m      | Fayetteville    | 12 février 2010             |